# Krasnaïa Poliana
Krasnaïa Poliana (en russe : Красная Поляна, en abkhaze Гәбаадәы (Gwbaadwə), en adyguéen Мэдежюи-губх (Mădyejyouyɘ-gwbx), ce qui signifie « la clairière rouge ») est une commune urbaine et une station de ski du kraï de Krasnodar, en Russie. Sa population s'élevait à 4 931 en 2020. La station a accueilli les épreuves de neige (alpines et nordiques) des Jeux olympiques d'hiver de 2014 de Sotchi. Elle  fait partie de la Riviera russe.

## Géographie
Krasnaïa Poliana se trouve à l'extrémité occidentale du Caucase, près de la ville de Sotchi et des côtes de la mer Noire. Elle est située à 600 mètres d'altitude, sur les bords de la rivière Mzymta. Elle est entourée au sud par le mont Aibga, qui culmine à 2 380 mètres et au nord-est par les monts Tchougouch à 3 238 mètres et Pseachkho à 3 256 mètres.
Krasnaïa Poliana se trouve à 60 km du centre de Sotchi par la route et à 40 km de l'aéroport international de Sotchi-Adler, relié directement par chemin de fer express. L'aéroport se trouve à l'embouchure de la Mzymta, à Adler. Le village fait partie de l'agglomération du Grand Sotchi et le maire de la ville nomme un administrateur pour gérer le territoire de Krasnaïa Poliana qui comprend les villages de Monastyr, Keptcha, Krasnaïa Poliana, Esto-Sadok, les quatre stations de ski, ainsi que le parc national qui est une des zones de la réserve naturelle du Caucase.

### Climat
| Mois                                        | jan.       | fév.       | mars       | avril      | mai       | juin      | jui.      | août      | sep.      | oct.      | nov.       | déc.       | année      |
| ------------------------------------------- | ---------- | ---------- | ---------- | ---------- | --------- | --------- | --------- | --------- | --------- | --------- | ---------- | ---------- | ---------- |
| Température minimale moyenne (°C)           | −1,3       | −1,1       | 1,5        | 5,5        | 9,8       | 13,4      | 15,8      | 15,8      | 12        | 7,8       | 3,1        | 0,2        | 6,9        |
| Température moyenne (°C)                    | 1,2        | 2,1        | 5,1        | 10,1       | 14,6      | 18,3      | 20,9      | 21        | 16,8      | 12,1      | 6,6        | 2,8        | 11         |
| Température maximale moyenne (°C)           | 5,5        | 7,3        | 10,9       | 16,7       | 21        | 24,5      | 27,1      | 27,6      | 23,4      | 18,4      | 12,6       | 7,2        | 16,8       |
| Record de froid (°C) date du record         | −22,5 1950 | −18,1 1967 | −15,6 1943 | −10,6 1965 | −0,4 1976 | 2,6 1978  | 7,7 1982  | 5,2 1980  | −1 1941   | −6,1 1965 | −13,2 1953 | −15,3 1953 | −22,5 1950 |
| Record de chaleur (°C) date du record       | 18,1 1960  | 22,4 1996  | 27,8 2008  | 35,6 1998  | 33,4 2006 | 35,7 1966 | 38,5 2017 | 35,9 1948 | 35,1 2020 | 30,8 1999 | 27,7 1949  | 21,4 1937  | 38,5 2017  |
| Précipitations (mm)                         | 200        | 170        | 182        | 141        | 145       | 119       | 103       | 99        | 144       | 206       | 205        | 216        | 1 930      |
| Record de pluie en 24 h (mm) date du record | 94 1987    | 80 1978    | 75 2005    | 71 1982    | 127 2001  | 126 1956  | 103 1972  | 188 1977  | 160 1975  | 109 2017  | 101 1989   | 104 1957   | 188 1977   |

| Diagramme climatique                                  |            |            |            |          |             |             |            |           |            |            |           |
| J                                                     | F          | M          | A          | M        | J           | J           | A          | S         | O          | N          | D         |
| 5,5−1,3200                                            | 7,3−1,1170 | 10,91,5182 | 16,75,5141 | 219,8145 | 24,513,4119 | 27,115,8103 | 27,615,899 | 23,412144 | 18,47,8206 | 12,63,1205 | 7,20,2216 |
| Moyennes : • Temp. maxi et mini °C • Précipitation mm |            |            |            |          |             |             |            |           |            |            |           |

## Administration
Le village fait partie de la municipalité du Grand-Sotchi, lui-même faisant partie du kraï de Krasnodar.

## Histoire

### Création du village
Dans la vallée de Krasnaïa Poliana, les premières populations étaient issues des différentes tribus du Nord Caucase : les Chapsoughes, les Abadzeks, les Natikoys, les Hatikoys, les Besleneys, les Bjedoukhs, les Kabardes, les Tcherkesses et beaucoup d'autres encore. À  l'emplacement actuel du village vivait une importante population tcherkesse dans le lieu-dit Kbaadé. L'armée russe a pénétré dans la région pour la première fois lors des guerres du Caucase (1817-1864) et à la fin de la guerre y a fondé un petit village du nom de Romanovsk, en l'honneur de la dynastie Romanov. Le village était alors appelé aussi Tsarskaïa Poliana (en russe Царская Поляна, « la clairière du Tsar ») et c'est dans sa vallée que le grand-duc Michel Nikolaïevitch offre le 21 mai 1864 un banquet pour célébrer la fin de la conquête du Caucase par la Russie impériale, là même où les tribus circassiennes venaient d’être massacrées. Des paysans russes venus des plaines du nord de Kalouga et de Toula immigrent dans le village à la recherche de nouvelles terres, tandis qu'une partie de la population locale tcherkesse est contrainte à l'exil vers la Turquie ottomane, ou bien à s'installer le long du fleuve Kouban, plus au nord. En 1878, des familles grecques de Stavropol sont  invitées à s'y établir, et c'est à cette époque que le village aurait pris son nom actuel d'après les fougères rouges qui parsèment la vallée en automne. Quelques années plus tard, une communauté d'Estoniens  s'installe quelques kilomètres en amont du village et construit un hameau du nom d'Esto-sadok, ce qui signifie « jardin estonien ». Le musée consacré à l'écrivain estonien Tamsaare est un témoignage important de la présence estonienne. Aujourd'hui des communautés arménienne, géorgienne, azérie, turque ou d'Asie centrale se sont établies à Sotchi et dans les environs, donnant une nouvelle dimension au métissage culturel déjà fort présent à Krasnaïa Poliana.

### Développement du tourisme

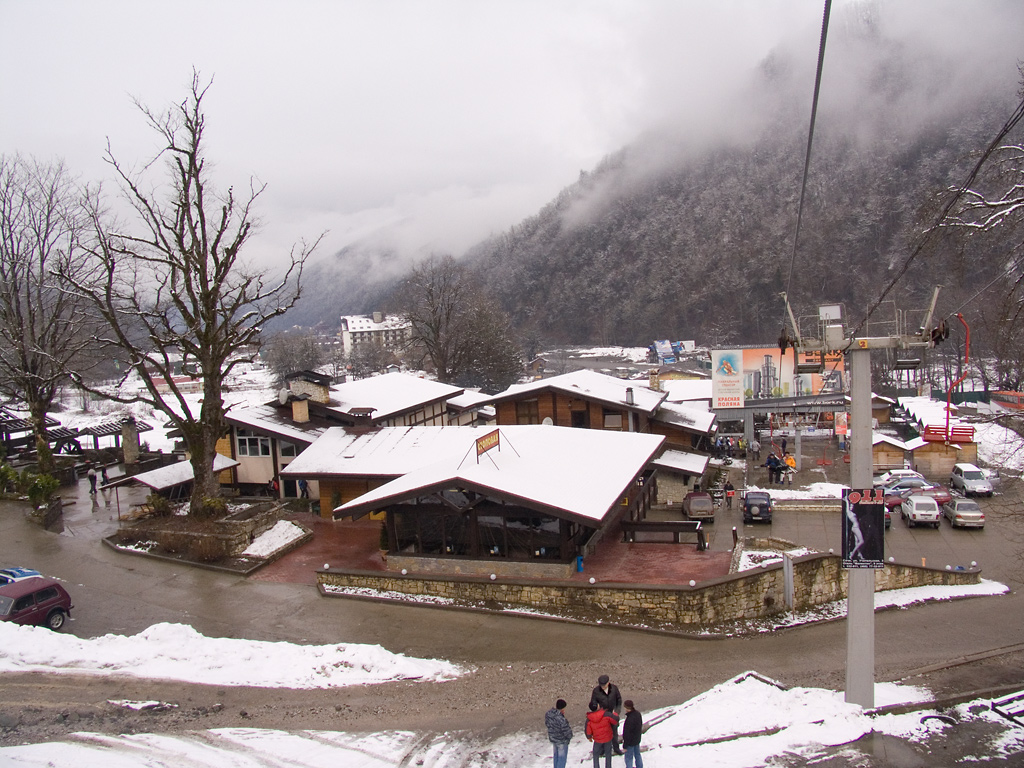
Départ des télésièges Alpika-Servis.

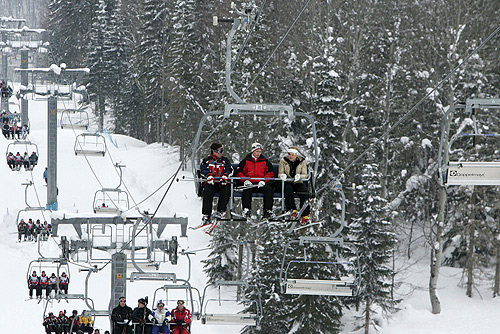
Vladimir Poutine en février 2008

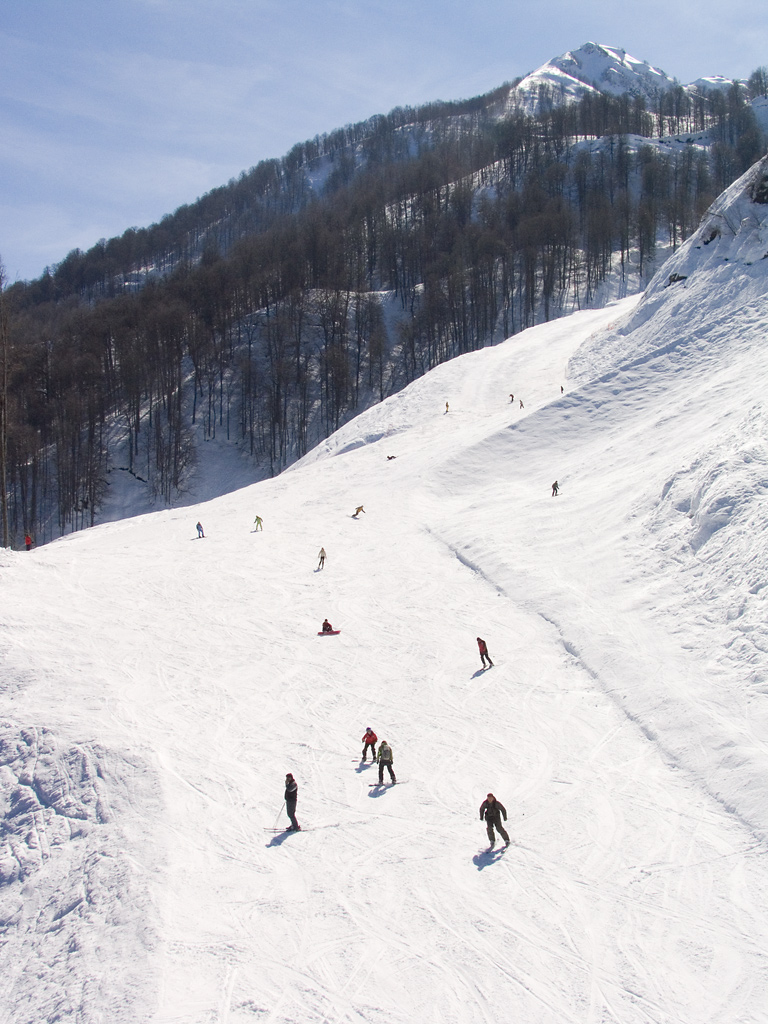
Piste de ski de Krasnaïa Poliana.

Au XIXe siècle, l'élite de la Russie impériale fait construire nombre de datchas ou villas sur la côte de la mer Noire à Sotchi, faisant ainsi de la ville une des premières stations balnéaires de l'empire. Krasnaïa Poliana n'est alors qu'un tout petit village de montagne au bord de forêts riches en gibier, près des chasses du Kouban. On projette de construire un pavillon de chasse pour le tsar que l'on peut encore admirer.
C'est à l'époque de l'Union soviétique et surtout après les années 1960 que Krasnaïa Poliana devient une destination populaire en été. À seulement une heure de route, les touristes de Sotchi s'y rendent en excursion pour une journée. Néanmoins, aucun hôtel n'est construit car les touristes préfèrent revenir à Sotchi, considéré comme plus vivant. Des hommes politiques soviétiques de la Nomenklatura font bâtir à Krasnaïa Poliana leur résidence secondaire, à l'instar de la datcha de Staline plus bas. Plus récemment, Vladimir Poutine et Dmitri Medvedev profitent régulièrement du calme des montagnes dans les résidences d'État qui leur sont allouées.
Le parc national de Sotchi a été fondé en 1983 pour préserver la nature sauvage des montagnes. Il s'étend sur une surface de 470 000 ha, riche d'une faune et d'une  flore exceptionnelles (ours, aurochs, loups, cerfs, sangliers, chamois et aussi chênes, marronniers, aulnes, érables, etc.). Une grande partie de ce parc national se trouve sur le territoire de Krasnaïa Poliana et faillit être menacée par l'agrandissement de la station. Le village se trouve également dans la réserve naturelle du Caucase fondée par le Gouvernement soviétique en 1924 pour préserver les derniers bisons et quelques spécimens de sapin de Nordmann, considérés comme les plus grands arbres d'Europe (85 mètres de hauteur). Un tiers des espèces de haute montagne sont considérées comme endémiques dans cette zone. La réserve naturelle est également la région dont proviennent et où ont été réintroduits les bisons européens.
Après la dislocation de l'Union soviétique, le tourisme diminue considérablement à Sotchi et à Krasnaïa Poliana pendant quelques années. Le tourisme de masse reprend à la fin des années 1990 et surtout depuis le début du XXIe siècle, mais concerne avant tout les touristes russes. À partir des années 1990, le premier télésiège est installé à Alpika-Service, faisant désormais de Krasnaïa Poliana une station de ski. Toutefois, en raison du manque de remontées mécaniques et de pistes balisées, c'est surtout l'héliski qui se développe alors. Grâce à cette nouvelle activité, des hôtels et restaurants émergent dans le village et au pied des remontées mécaniques. Depuis 2007, c'est-à-dire l'annonce officielle de la sélection de Sotchi pour la tenue des Jeux olympiques d'hiver de 2014, trois autres stations ont été construites à Krasnaïa Poliana afin d'accueillir les épreuves olympiques. La fréquentation de la station a augmenté, que ce soit par la clientèle russe ou par la clientèle étrangère, et la saison d'hiver est devenue tout aussi importante que la saison d'été. Des hôtels 5 et 4 étoiles ont vu le jour, ainsi qu'une station d'épuration des eaux et de nombreuses autres infrastructures nécessaires à l'accueil de milliers de touristes.
Le spa est également apparu à Krasnaïa Poliana dans les années 1990, grâce au développement de la station d'hiver. Le sauna russe, appelé bania (en russe : баня), est une tradition très ancienne des bains de vapeur et reste très prisée des Russes. C’est un bain de vapeur chaude qui se différencie du sauna scandinave à chaleur sèche. Chaque hôtel russe à Krasnaïa Poliana possède au moins un sauna scandinave, si ce n'est un authentique bania. Mais la station est surtout réputée pour ses deux grands complexes de banya qui présentent aux usagers les moindres détails de la tradition russe ainsi que des traditions issues de Chine, du Japon, d'Inde, etc.

### Les Jeux Olympiques d'hiver en 2014
La première station de ski à Krasnaïa Poliana, « Alpika-service », a été fondée dans les années 1990 et comptait quatre télésièges (départ à 600 mètres et arrivée à 2 200 mètres) et 12 kilomètres de pistes balisées. Le village de Krasnaïa Poliana s'est également développé et propose de nombreux chalets, hôtels et restaurants. Les amateurs peuvent effectuer des descentes au milieu d'une forêt de bouleaux peu dense sur des dénivelés de 1 700 mètres. La sélection de Sotchi, le 4 juillet 2007, par le Comité international olympique pour accueillir les Jeux olympiques d'hiver en 2014 a bouleversé le cours paisible de la station, puisqu'elle doit accueillir toutes les épreuves olympiques excepté le patinage qui se déroulera à Adler. Aujourd'hui, avec le développement induit par la préparation des JO d'hiver en 2014, la vallée de Krasnaïa Poliana compte quatre stations: 
- Gornaïa Karoussel, la première station en sortant du village à 6 kilomètres qui accueillera les épreuves de saut à ski. C'est ici également que seront logés les journalistes accrédités (2 658 chambres) et les services médicaux. À terme, elle comportera 70 kilomètres de pistes sur 350 hectares et vingt remontées mécaniques. Actuellement[Quand ?], elle est dotée de trois télécabines allant de 600 à 2200 mètres et de sept pistes.
- Alpika-Service, la station la plus ancienne, créée dans les années 1990, qui accueillera les épreuves de bobsleigh. Elle comporte déjà 25 kilomètres de pistes, quatre télésièges allant de 600 à 2200 mètres et deux téléskis. À part la construction du bobsleigh, aucun aménagement n'est prévu.
- Laura[6], dit aussi Gazprom, qui accueillera les épreuves de ski nordique est pourvue de 15 pistes, 1 télécabine et 4 télésièges allant de 600 à 1 450 mètres. La station accueille le complexe de ski de fond et de biathlon Laura.

- Rosa Khutor qui a ouvert pour la saison 2010-2011 et qui accueillera le village olympique et les épreuves de ski alpin. À la fin des constructions, elle disposera de 60 km de pistes sur 550 hectares et 14 remontés mécaniques.

Gazprom possède, outre les remontées mécaniques de Laura, celles de Alpika-Service et gère les remontées de Gornaïa Karoussel. Il possède également l'hôtel 5 étoiles Krasnaïa Poliana et les deux hôtels de la chaîne Radisson Peak Hotel situés dans le village de Krasnaïa Poliana et Lazurnaya basé à Sotchi. Rosa Khutor est détenu en majorité par le groupe Interros.
Des investissements importants sont prévus à Krasnaïa Poliana pour les Jeux olympiques qui doivent porter les capacités de la station à 55 pistes balisées, 15 remonte-pentes et 9 000 visiteurs par jour. 
Les investissements concernent divers secteurs et sont répartis comme suit: 
- Transport (3,3 Md€) : routes d'accès, métro léger
- Hôtellerie (1,4 Md€) : 19 000 chambres
- Énergie (1,4 Md€) : deux centrales thermiques, une hydraulique
- Télécom (427 M€) : fibre, stations de diffusion
- Services urbains (270 M€) : traitement de l'eau
- Environnement (75 M€) : protection des sites

La crise financière qui frappe l'ensemble du monde a toutefois contraint le gouvernement russe à réduire son budget. Cependant, l'achèvement des infrastructures ne représente pas l'obstacle le plus difficile à franchir, mais bien davantage la nécessité de former des professionnels du secteur touristique et des métiers de la montagne.

## Compétitions internationales de ski

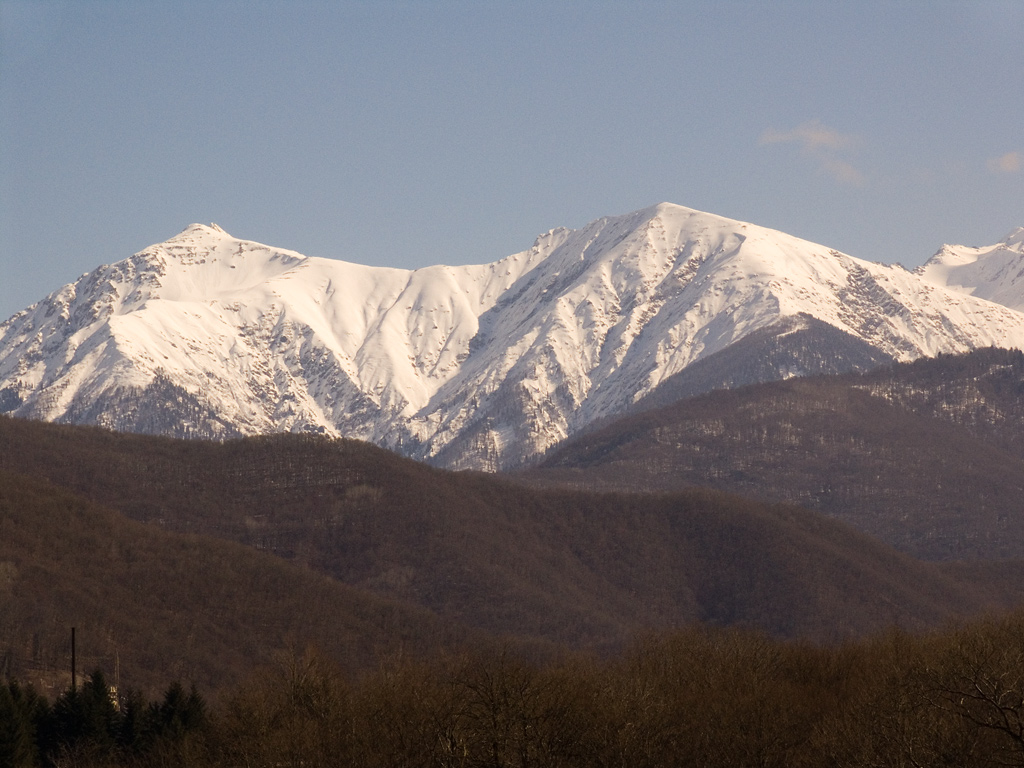
Vue des montagnes en été

Les futurs sites olympiques sont tenus d'organiser des compétitions internationales quelques années avant les Jeux Olympiques de 2014 afin d'être fin prêts. Soixante-quatorze compétitions sont accueillies dont vingt-neuf compétitions internationales et cinq épreuves de Coupe du monde. Plus de 5 000 athlètes et environ 250 000 spectateurs se déplacent à ces occasions.
La première compétition est la Coupe d'Europe de ski alpin qui a lieu sur le site de Rosa Khutor du 15 au 18 février 2011 pour la catégorie Hommes et du 22 au 26 février 2011 pour la catégorie Dames.
En février 2012, c'est au tour de la coupe du monde de ski alpin 2011-2012 d'y faire étape.
Depuis 2008, Krasnaïa Poliana accueille également une étape du Freeride World Tour où s'affrontent les meilleurs skieurs et snowboardeurs freeride et figure donc parmi les stations de ski telles que Chamonix, Verbier, Saint-Moritz, Fieberbrunn et Kirkwood.

## Jumelage
Krasnaïa Poliana est jumelée avec la commune des Houches, en Haute-Savoie (France).